# تورستن فوغس
تورستن فوغس (بالألمانية: Torsten Voges)‏ هو ممثل ألماني، ولد في 1961 في ألمانيا.

## أعمال

### أفلام
- (1998) جيا
- (1998) ليباوسكي الكبير[2]
- (1999) 8مم[3]
- (2009) أشخاص ظرفاء[4]
- (2012) لوردات سالم
- (2016) 31[5]
- (2016) ذا دو-أوفر[6]

### مسلسلات
- دارما وغريغ

## وصلات خارجية
- تورستن فوغس على موقع IMDb (الإنجليزية)
- تورستن فوغس على موقع ألو سيني (الفرنسية)
- تورستن فوغس على موقع أول موفي (الإنجليزية)
- تورستن فوغس على موقع قاعدة بيانات الأفلام السويدية (السويدية)
- تورستن فوغس على موقع قاعدة بيانات الفيلم (الإنجليزية)
- تورستن فوغس على موقع كينوبويسك (الروسية)